# Josef Argauer
Josef Argauer (ur. 15 listopada 1910 w Wiedniu  – zm. 10 października 2004) – austriacki trener piłkarski, były selekcjoner reprezentacji Austrii.

## Kariera trenerska
W latach 1956–1958 Argauer wraz z Josefem Molzerem pełnił funkcję selekcjonera reprezentacji Austrii. Poprowadził ją na mistrzostwach świata w Szwecji. Na nich Austria przegrała z Brazylią (0:3) i ze Związkiem Radzieckim (0:2) oraz zremisowała z Anglią (2:2).
Argauer prowadził również Austrię Wiedeń w 1974 roku.